# Алая камелия
«Алая камелия», (яп. 五辧の椿, гобэн-но цубаки; англ. The Scarlet Camellia) — японский кинофильм, снятый в жанре криминальной драмы режиссёром Ёситаро Номура в 1964 году. Экранизация новеллы Сюгоро Ямамото (1903 - 1967). В этой японской драме молодая женщина начинает убивать всех, кто несет ответственность за состояние её больного приёмного отца. Сначала она сжигает родительский дом, а затем убивает всех любовников своей похотливой матери. В показанной на экране одиссеи мести режиссёр фокусирует своё внимание на времени (XIX век), обществе и системе.

## Сюжет
После пожара на вилле купца Кихэя Мусасии в Эдо найдены три обгоревших тела, которые полицейские идентифицировали как больного туберкулёзом хозяина дома, его жены Осоно и их единственной дочери Осино.
Шесть месяцев спустя был найден заколотым женской шпилькой музыкант, известный ловелас, у тела которого лежал цветок алой камелии. Вскоре при схожих обстоятельствах происходит ещё одно убийство. Жертвой на сей раз оказался врач, сделавший себе состояние на лечении женских болезней. Действуя по наводке информатора, полицейский инспектор Аоки выходит на след молодой женщины, но поскольку убеждён в её невиновности, он отпускает подозреваемую.
Между тем происходит ещё одно убийство и Аоки вновь начинает подозревать отпущенную девушку. Он узнаёт, что эта девушка ни кто иная, как считающаяся погибшей при пожаре на вилле купца Мусасии дочь хозяина дома Осино и что труп, предположительно приписанный ей, принадлежал на самом деле некоему Кикутаро, одному из любовников её матери. Осино успешно скрывается от полицейского преследования и убивает ещё одного человека, торговца Сакити, который снабжал её мать многочисленными любовниками.
Прежде чем сдаться полиции, Осино намерена убить ещё одного человека. Однако, вспомнив слова своей матери о том, что он её настоящий отец, а воспитавший её купец Мусасия был лишь приёмным, она не смогла поднять на него руку. Оставляя его в живых, Осино решила, что это будет лучшей с её стороны местью — так как его будет мучить совесть всю оставшуюся жизнь. Он будет винить себя за то, что его единственная дочь взойдёт на эшафот.
Осино отдаёт себя в руки правосудия, довольная тем, что она отомстила. Осино мстила за униженное положение своего приёмного отца, который воспитал её как родную и она его очень любила. Осино считала, что в его смерти виновата ведущая развратный образ жизни мать и все её многочисленные любовники, что так нагло приходили в их дом. Однако, сидя в камере и ожидая исполнения приговора, Осино испытывает угрызения совести, когда ей становится известно о том, что жена её настоящего отца повесилась. Осино совершает самоубийство в тюремной камере.

## В ролях
- Сима Ивасита — Осино
- Го Като — Аоки, инспектор полиции
- Такахиро Тамура — Тодаю
- Эйдзи Окада — Гэндзиро Маруумэ, отец Осино
- Ко Нисимура — Сакити
- Сёити Одзава — Сэйити
- Ёси Като — Кихэй Мусасия, приёмный отец Осино
- Тамоцу Хаякава — Токудзиро
- Синъити Янагисава — Синдзаэмон Касаи
- Томоо Нагаи — Татэваки Исидэ
- Юноскэ Ито — Унно (врач)
- Сатико Хидари — Осоно, мать Осино
- Тоё Такахаси — Отоё

## Премьеры
- — 21 ноября 1964 года состоялась национальная премьера фильма в Токио[1]
- — американская премьера фильма прошла 26 февраля 1965 года[2].

## Награды и номинации
Кинопремия «Голубая лента»
- 15-я церемония награждения (1965)[3]

- премия лучшей актрисе 1964 года — Сима Ивасита.

Кинопремия «Кинэма Дзюмпо» (1965)
- номинация на премию за лучший фильм 1964 года, однако по результатам голосования кинолента заняла лишь 13 место.